# Adaptivní optika

Hvězda v dalekohledu bez použití adaptivní optiky. Zvětšený negativ zpomaleného filmu.

Adaptivní optika je zařízení používané ke korekci optického zobrazení v reálném čase. Používané je zejména v astronomii ke korekci zobrazovacích chyb, které způsobuje atmosféra Země. Používá ho ale i mikroskopie či optická koherentní tomografie. Jako první ji navrhl Horace W. Babock v roce 1953, ale prakticky mohla být realizována až v devadesátých letech 20. století po zvýšení rychlosti výpočetních systémů. Moderní pozorovací systémy vybavené touto optikou jsou schopné pořizovat snímky v kvalitě srovnatelné s dalekohledy na oběžné dráze, které nejsou atmosférou ovlivněny.
Pozemní observatoře sledují hvězdy a jiné vesmírné objekty přes silnou vrstvu vzduchu, jehož vlastnosti jsou ovlivňovány řadou faktorů. Z optického hlediska je podstatný index lomu, který se mění v závislosti na teplotě vzduchu a jeho pohybech. Turbulentní proudění výrazně ovlivňuje průchod světla atmosférou a výsledkem těchto změn je chvějící se obraz. Na animaci vpravo nahoře je kromě vibrací teleskopu patrný rozpad bodového obrazu hvězdy do několika skvrn a jejich rychlé proměny. Tento jev se nazývá seeing od anglického seeing conditions – pozorovací podmínky. Fotografujeme-li hvězdu při velkém zvětšení s delší expoziční dobou, vytvoří se na snímku místo bodového obrazu široká rozmazaná skvrna.

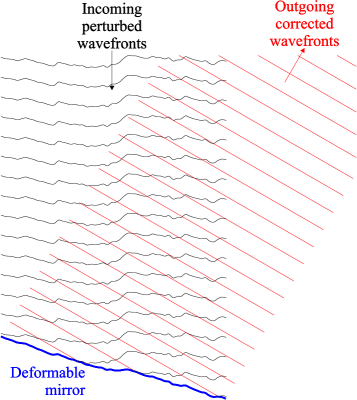
Tvar světelných vlnoploch korigovaný zakřivením zrcadla

Některé moderní astronomické teleskopy dokáží tyto problémy překonat systémem optiky dalekohledu, který se změnám v atmosféře okamžitě dynamicky přizpůsobuje. Velké teleskopy sbírají světlo na plochu primárního zrcadla. V systému s adaptivní optikou je zrcadlo poměrně tenké a zespodu je podepřeno soustavou mnoha elektronicky řízených aktuátorů, které mohou tvar zrcadla mírně měnit mechanickým tlakem. Nerovnoměrnosti v chodu paprsků se tedy vyrovnávají jemnou změnou zakřivení primárního zrcadla. Současné systémy jsou schopné provádět takové změny až tisíckrát za sekundu.

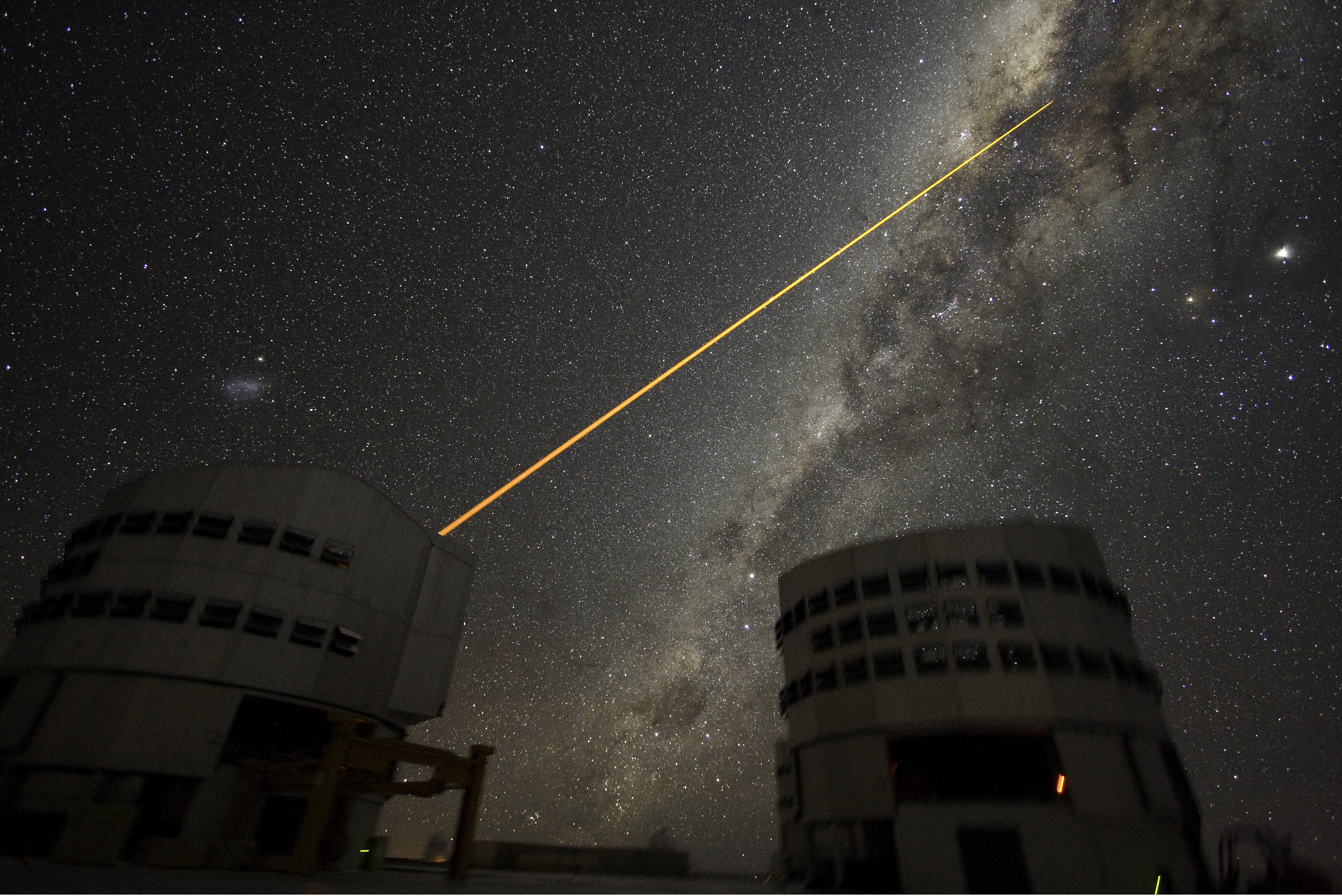
Very Large Telescope v Chile se sodíkovým laserem adaptivní optiky

Adaptivní optika je řízena počítačem, který musí mít o chvění atmosféry neustále přesné informace. Získává je analýzou obrazu z dalekohledu. Za tím účelem je nutné mít v zorném poli bod, o kterém víme, jak by měl na snímku vypadat, a jehož zobrazení je také ovlivněno atmosférou. Takový referenční bod se někdy nazývá umělou hvězdou. Součástí systému adaptivní optiky je laser, který míří na zvolené místo v zorném poli. Vhodně naladěný výkonný laser (oranžové barvy) excituje atomy sodíku přítomné v jedné z vysokých vrstev atmosféry. Při přechodu na nižší energetickou hladinu atomy vyzařují světlo (viz luminiscence) a vytvářejí tak referenční hvězdu, jejíž světlo přichází přes silnou vrstvu atmosféry zpět do dalekohledu.